# Vasil Levski, Stara Zagora
Vasil Levski (în bulgară Васил Левски) este un sat în comuna Opan, regiunea Stara Zagora,  Bulgaria. 

## Demografie
Componența etnică a satului Vasil Levski
     Bulgari (93,77%)
     Romi (4,97%)
     Nicio identificare (1,24%)
     Altele (0%)
La recensământul din 2011, populația satului Vasil Levski era de 241 locuitori. Din punct de vedere etnic, majoritatea locuitorilor (93,77%) erau bulgari, cu o minoritate de romi (4,97%). Pentru 1,24% din locuitori nu este cunoscută apartenența etnică.